# Факторович, Натан Григорьевич
Натан Григорьевич Факторович (при рождении Ни́сон Го́делевич; 30 июня 1909, Одесса — 23 ноября 1967, Новосибирск) — советский дирижёр, педагог. Заслуженный деятель искусств РСФСР (1960).

## Биография
Родился 17 июня (по старому стилю) 1909 года в Одессе в семье чернобыльских мещан Годеля Нухимовича Факторовича (1884—?) и Песи Мордуховны Факторович (в девичестве Мирецкой, 1885—?), заключивших брак там же 29 июня 1908 года. Учился в Одесской консерватории у И. В. Прибика и Г. А. Столярова. В 1929 году окончил Киевский музыкально-драматический институт (класс дирижирования А. И. Орлова). Переехал в Москву. В 1931 году стал дирижёром симфонического оркестра Центрального дома Красной Армии, с 1934 года — дирижёром Всесоюзного радио. С 1936 года работал в Иркутске главным дирижёром симфонического оркестра Иркутского радиокомитета. В 1939—1941, 1945—1950 годах был дирижёром Челябинской филармонии, в 1950—1953 годах — Новосибирского радиокомитета и Театра оперы и балета, с 1953 года — Саратовской филармонии. С 1964 года преподавал в Новосибирской консерватории (с 1967 года доцент), руководил классами оркестрового, оперного и оперно-симфонического дирижирования.
Натан Факторович выступал с гастролями во многих городах СССР. В его репертуаре были симфонии Л. ван Бетховена, И. Брамса, П. И. Чайковского, произведения советских композиторов — С. С. Прокофьева, Д. Д. Шостаковича, Н. Я. Мясковского, А. И. Хачатуряна. «Музыкальная энциклопедия» отмечала, что Факторовичу были присущи «волевое начало, яркий темперамент, тонкий художеств. вкус и неизменное чувство меры».
Похоронен на Заельцовском кладбище (квартал 61).

## Семья
Сын — дирижёр Юлий Факторович.